# کالتوکاتجارا
کالتوکاتجارا (به انگلیسی: Kaltukatjara) یک شهرک در استرالیا است که در قلمرو شمالی (استرالیا) واقع شده‌است.